# Tunnel of Love (Insane Clown Posse)
Tunnel of Love è un EP del gruppo horrorcore Insane Clown Posse.

## Tracce
1. Intro – 1:20
2. Cotton Candy – 4:35
3. Super Balls (feat. Legz Diamond) – 5:31
4. Ninja – 5:50
5. Stomp – 2:48
6. Prom Queen – 5:31
7. My Kind of Bitch – 4:45
8. When I Get Out – 9:47
9. Mental Warp (Solo XXX Version) – 4:29

Durata totale
40:10	
Durata totale (XXX Version)
44:49

## Formazione
- Violent J – voce
- Shaggy 2 Dope – voce
- Legz Diamond – voce
- Mike E. Clark – turntables, produttore